# Мне нужны крылья
«Мне нужны крылья» (англ. I Wanted Wings) — американский кинофильм 1941 года режиссёра Митчелла Лейзена. В главных ролях — Рэй Милланд, Уильям Холден, Моррис Вейн.

## Сюжет
Восемнадцать бомбардировщиков направляются в Лос-Анджелес для участия в имитации воздушного налета. Сразу же по окончании учений один из самолётов падает в пустыне. В его обломках находят тело погибшей женщины. Созван суд признает виновным Джефферсона Янга.
Подробнее рассказывается с чего начиналась история трех друзей: Джеффа, Ила и Тома. Однажды Джефф, зайдя в ночной клуб, увидел там певицу Салли Вон. Он и не подозревал, что это бывшая возлюбленная Эла. Салли же, узнав о состоянии Джеффа, решила приворожить его …

## В ролях
- Рэй Милланд — Джефф Янг
- Уильям Холден — Эл Ладлоу
- Уэйн Моррис — Том Кессиди
- Донлеви Брайан — капитан Мерсер
- Констанс Мур — Керолин Бартлет
- Вероника Лейк — Салли Вон
- Гарри Дэвенпорт — Райли
- Фил Браун — Джимми Мастерс
- Лестер Дорр — офицер-оценщик (в титрах не указан)

## Награды
- Премия «Оскар» 1942 года за Лучшие спецэффекты.